# Hippolyte Bayard
Hippolyte Bayard (Breteuil-sur-Noye, 20 de gener de 1801- Nemours, 14 de maig de 1887) fou un inventor i fotògraf francès. És considerat un dels pares de la fotografia, al costat de Niepce, Daguerre, William Fox Talbot i Hèrcules Florence, per les seves investigacions en la fixació de les imatges.
Va ser inventor l'any 1837 d'un procediment fotogràfic de positivat directe, a l'estil del daguerreotip, mitjançant l'ocupació de la càmera obscura i el paper com a suport.
A les imatges obtingudes per aquest procediment les va anomenar dibuixos fotogènics. Funcionari del Ministeri d'Hisenda de França en les seves hores de treball i membre de la bohèmia parisenca en el seu temps lliure, Bayard va assolir realitzar imatges fotogràfiques abans que el daguerreotip es fes públic l'any 1839.
Els seus dibuixos fotogènics es caracteritzen per presentar un aspecte molt diferent del dels daguerreotips. Presenten un major contrast entre blancs i negres, comptant amb menors detalls, havent donat compte de l'absència de grisos. Segons s'ha dit, les seves imatges sí que tenen en comú amb els daguerreotips el tractar-se de positius directes, sent per tant imatges úniques. Bayard va tractar que el govern francès comprés o subvencionés el seu projecte en la mateixa mesura que havia fet amb el daguerreotip.
No obstant això, François Aragó, el polític implicat en l'assumpte, va tractar d'ocultar les seves investigacions per a no enfosquir el paper de Daguerre. L'única compensació que va obtenir van ser sis-cents francs, enfront de les pensions vitalícies concedides a Daguerre i al fill de Niepce. Desencantat, va abandonar les seves investigacions fotogràfiques, passant a utilitzar la resta de procediments fotogràfics que van anar sorgint.
Com fotògraf es va dedicar a la realització de bodegons, paisatges i retrats. Va participar en la Missió Heliogràfica i va ser membre fundador de la Societat Heliogràfica i de la Societat Francesa de Fotografia. Gràcies a la seva tasca es va organitzar la primera exposició fotogràfica de la història, per a ajudar a les víctimes d'un terratrèmol, al juny de 1839.